# Обикновено безсмъртниче
Обикновеното безсмъртниче (Xeranthemum annuum) е цъфтящо растение от семейство Сложноцветни. Произхожда от Източна Европа и Западна Азия, култивира се като градинско цвете. Видът е натурализиран в други части на Европа.
Растението е включено в списъка на лечебните растения съгласно Закона за лечебните растения.
Безсмъртничето е символ на вечността и безсмъртието. То е едногодишно растение, което расте на сухи, слънчеви тревни площи, склонове, лозя, льосови ферми и карстови храсти. Листата са типично удължени, копиевидни със сребристосив цвят, а листата са мъхести. Безсмъртничетата цъфтят през летните месеци, от юни до септември, когато популациите са възхитителни розово-люлякови цветни полета.
Безсмъртничето е лесно за отглеждане, защото се чувства удобно при сухи, слънчеви условия.

## Приложение
Използва се за сухи цветя.